# Name der Kirche Jesu Christi der Heiligen der Letzten Tage
Der Name der Kirche Jesu Christi der Heiligen der Letzten Tage geht auf eine Offenbarung aus dem Jahr 1838 zurück, die deren Gründer Joseph Smith hatte. Kirchenführer legen großen Wert darauf, dass der Name der Kirche voll ausgesprochen wird und es keine informellen oder abgekürzten Namen gibt wie zum Beispiel: „Mormonenkirche“, „HLT-Kirche“ oder „Kirche der Heiligen der Letzten Tage“.

## Historische Namen der Kirche

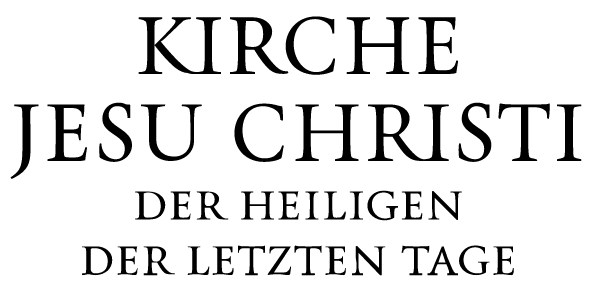
Logo der Kirche Jesu Christi der Heiligen der Letzten Tage

Die HLT-Kirche führt ihren Ursprung auf den 6. April 1830 zurück, als Joseph Smith zusammen mit fünf anderen Männern, die Kirche Christi (Church of Christ) formell gründete. Die Kirche war von 1830 bis 1834 unter diesem Namen bekannt.
In den 1830er Jahren trug die Tatsache, dass es, auch aus der Wiederherstellungsbewegung der Kampeliten, viele Kirchen gab, die diesen Namen auch verwendeten, zur Verwirrung bei. Im Mai 1834 gab die Kirche eine Resolution bekannt, ihr Name würde jetzt Kirche der Heiligen der Letzten Tage sein. Die Kirche wurde auch manchmal Kirche Jesu Christi genannt, oder Die Kirche Gottes oder Die Kirche Christi der Heiligen der Letzten Tage.

## Adoption des jetzigen Namens
In den späten 1830er Jahren gründete Smith ein neues Kirchenhauptquartier in Far West, Missouri. Dort bekam er eine neue Offenbarung von Gott und nannte die Kirche von nun an Kirche Jesu Christ der Heiligen der Letzten Tage. Die Kirche war bis zum Tode von Joseph Smith, unter diesem Namen bekannt. Nach dem Tod von Joseph Smith entstanden eine Reihe von Kirchen, jede mit einem anderen Nachfolger. Die größte von ihnen, angeführt von Brigham Young, benutzte weiterhin den Namen Kirche Jesu Christi der Heiligen der Letzten Tage, bis sie vom nicht anerkannten Staate Deseret im Jahre 1851 eingegliedert wurde, und standardisierte diesen. Im Januar 1855 nahm die Legislatur des Utah-Territoriums die Charter wieder auf, die die Kirche unter diesem Namen eingegliedert hatte.
Im Jahr 1876 veröffentlichte die LDS-Kirche eine neue Ausgabe des Buches Lehre und Bündnisse, die Texte von wichtigen Offenbarungen von Joseph Smith enthielt. In dieser neuen Ausgabe, der ersten nach Smiths Tod, wurde der Name aus der Offenbarung von 1838 so dargestellt, wie er heute von der Kirche benutzt wird.

„und auch zu meinen treuen Knechten, die den Hohen Rat meiner Kirche in Zion bilden, denn so soll er genannt werden, und zu allen Ältesten und allem Volk meiner Kirche Jesu Christi der Heiligen der Letzten Tage, die über die ganze Welt zerstreut sind, denn so soll meine Kirche in den letzten Tagen genannt werden, nämlich: Kirche Jesu Christi der Heiligen der Letzten Tage.“

## Bedeutung des Namens
Die Kirche lehrt, dass ihr Name ein wichtiger Teil ihres Ursprungs und ihrer Mission ist. Die folgenden Lehren wurden gegeben zu verschiedenen Teilen ihres Namens:
- Die Kirche: „Beachte, dass der Artikel Die mit einem großen Anfangsbuchstaben beginnt. „Die“ ist ein wichtiger Teil ihres Titels, da die Kirche die offizielle Organisation von getauften Gläubigen ist, die den Namen von Christus auf sich genommen haben.“[9] „Das Wort Die zeigt die besondere Position der Kirche unter den Religionen der Welt an.“[10] „Das Wort die ist bedeutend: nicht nur Kirche Jesu Christi der Heiligen der Letzten Tage, weil man, wenn man die Kirche sagt, diese als die einzige wahre Kirche auf der Erde unterscheidet.“[11]
- Jesu Christi: „Unter göttlicher Direktive wurde diese Kirche nach dem heiligen Namen von Jesus Christus benannt, dessen Kirche sie ist.“[9] „Die Worte Kirche Jesu Christi verkünden, dass es seine Kirche ist.“[10] „Mit Verlaub, die Kirche mit dem Namen Mormon zu nennen, würde sie zur Mormonenkirche machen. Während viele Mitglieder durch das Wort Mormon nicht beleidigt sind, bevorzugen sie den Namen, der ihr Verhältnis zu Jesus Christus besser darstellt.“[2]
- der Heiligen: „Heiligen bedeutet, dass die Mitglieder Jesus Christus folgen, seinen Willen zu erfüllen streben, seine Gebote halten und sich darauf vorbereiten, mit ihm und seinem Vater in der Zukunft wieder zusammenzuleben. Heilig bedeutet einfach, dass sie versuchen ihr Leben heilig zu halten, indem sie einem Bündnis mit Christus folgen.[10] Ein Heiliger ist ein Gläubiger in Christus und weiß von seiner perfekten Liebe. … Ein Heiliger dient anderen. … Ein Heiliger ist tolerant und achtet auf die Wünsche anderer Menschen. … Ein Heiliger hält Abstand zum Götzentum und versucht zu lernen, indem er studiert und Glauben hat. … Ein Heiliger ist ehrlich und freundlich. … Ein Heiliger ist ein ehrbarer Bürger. … Ein Heiliger löst alle Differenzen mit anderen ehrenhaft und friedlich und ist immer freundlich … Ein Heiliger stößt ab, was unrein und abwertend ist, und versucht sogar, davon nicht zu viel zu bekommen, so dass es gut ist. Am wichtigsten aber ist, dass ein Heiliger verehrend ist. Verehrung von Gott, von der Erde, die er erschaffen hat, von Kirchenführern, für das Wohlergehen anderer, für das Gesetz, für die Heiligkeit des Lebens, für Kirchen und andere Gebäude, dies sind alles Beweise von heiligen Ansichten.“[9]
- der Letzten Tage: „der letzten Tage bedeutet, dass dies die gleiche Kirche ist, die Jesus während seines sterblichen Wirkens gegründet hat, aber wiederhergestellt in diesen letzten Tagen.“[10]

## Informelle und abgekürzte Namen
Seit ihrem Anfang haben Kirchenführer der Versuchung widerstanden, informelle oder abgekürzte Namen für die Kirche zu verwenden. Jedoch wurde wegen des Glaubens der Mitglieder an das Buch Mormon der Name Mormonen immer geläufiger.
Kirchenführer haben dieser Praxis widerstanden und rufen die Mitglieder dazu auf, die Kirche nicht so zu nennen.
Im Jahr 2001 veröffentlichte die Kirche einen Leitfaden über ihren Namen, den sie am 15. August 2018 aktualisierte. Darin bat sie folgendes von denen, die über sie schreiben:

„Bei der ersten Erwähnung soll der volle Name der Kirche genannt werden: ‚Kirche Jesu Christi der Heiligen der Letzten Tage‘. Wenn Sie einen kürzeren Begriff nutzen möchten, wählen Sie bitte ‚die Kirche‘ oder ‚die Kirche Jesu Christi‘. Auch ‚die wiederhergestellte Kirche Jesu Christi‘ ist korrekt und wird empfohlen. Obwohl der Begriff ‚Mormonenkirche‘ lange Zeit in der Öffentlichkeit als Name der Kirche Verwendung fand, ist er nicht genehmigt, und die Kirche rät von seinem Gebrauch ab. Bitte vermeiden Sie daher die Abkürzung ‚HLT‘ oder den Spitznamen ‚Mormonen‘ als Ersatznamen für die Kirche, wie in ‚Mormonenkirche‘, ‚HLT-Kirche‘ oder ‚Kirche der Heiligen der Letzten Tage‘.“

Bei der Aktualisierung des Leitfadens im Jahr 2018 riet der aktuelle Präsident, Russell M. Nelson, von der Benutzung des Namens Mormonen ab. Er rief dazu auf, die Kirche mit ihrem richtigen Namen zu bezeichnen.

## Erklärungen zum englischen Namen
Der englische Name lautet The Church of Jesus Christ of Latter-day Saints. Die geläufige Abkürzung dafür ist LDS. Beim vollen Namen ist darauf zu achten, dass Latter-day Saints nur für Mitglieder dieser Kirche steht, jedoch Latter Day Saints für alle Kirchen des Mormonentums.